# Megaloceros
Il genere Megaloceros è un genere di Cervidi estintosi durante il Quaternario. I reperti fossili coprono il periodo dal Pleistocene superiore a circa 9000 anni fa e sono diffusi in tutta l'Eurasia e nel Nordafrica. La specie più nota è probabilmente il cervo gigante (Megaloceros giganteus).
Per una buona parte delle specie però l'appartenenza a tale genere è stata messa in dubbio sulla base di analisi genetiche, e adesso sono spesso incluse nel genere Praemegaceros.

## Specie
- Megaloceros algarensis - si trovava nel territorio della Sardegna (a volte visto come sottospecie di cazioti[2]);
- Megaloceros antecedens - molto simile a Megaloceros giganteus, tanto che alcuni paleontologi lo considerano una paleosottospecie di quest'ultimo. Le corna differiscono, in quanto esse sono più compatte e i denti vicino alla base sono grandi e palmati. È stato trovato in Germania;
- Megaloceros cazioti - si trovava nel territorio della Corsica e della Sardegna, era molto più piccolo dei suoi parenti continentali, arrivando a un metro circa al garrese;
- Megaloceros cretensis - si trovava nel territorio di Creta;
- Megaloceros dawkinsi - molto simile al Megaloceros giganteus
- Megaloceros giganteus (Blumenbach, 1799);
- Megaloceros luochuanensis
- Megaloceros obscurus- una delle specie apparse per prime nel Pleistocene;
- Megaloceros pachyosteus
- Megaloceros savini
- Megaloceros verticornis

## Galleria d'immagini

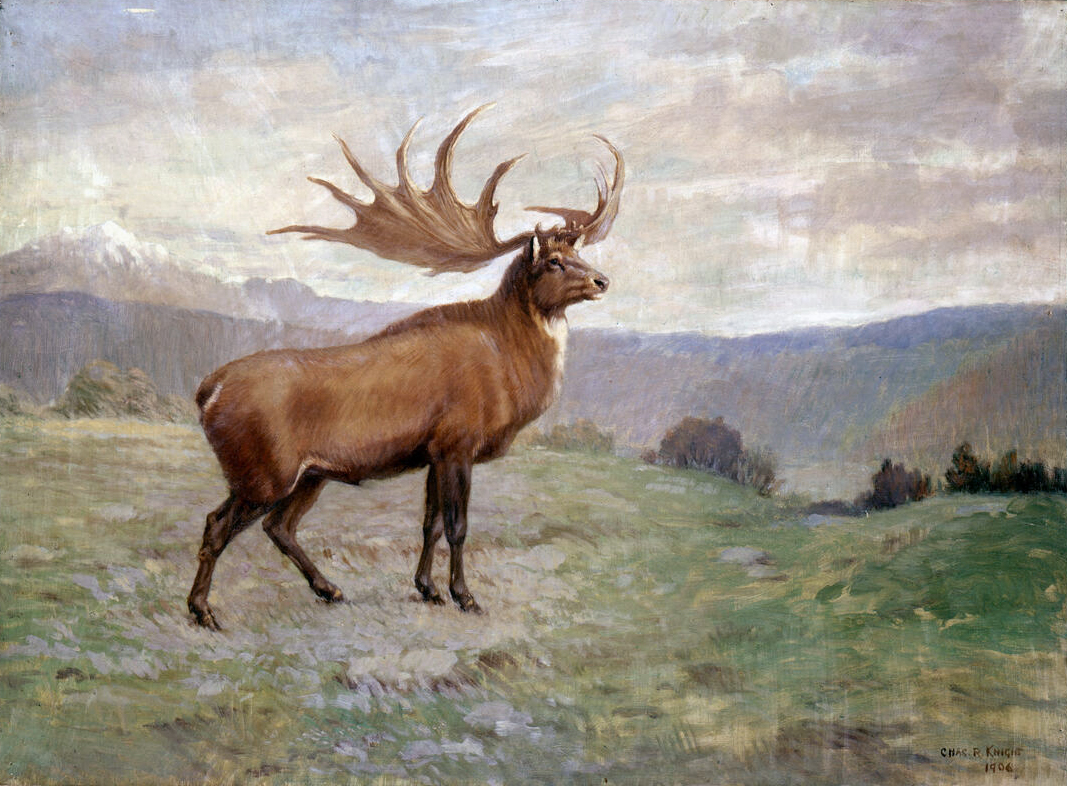
Ricostruzione di Charles R. Knight di Megaloceros
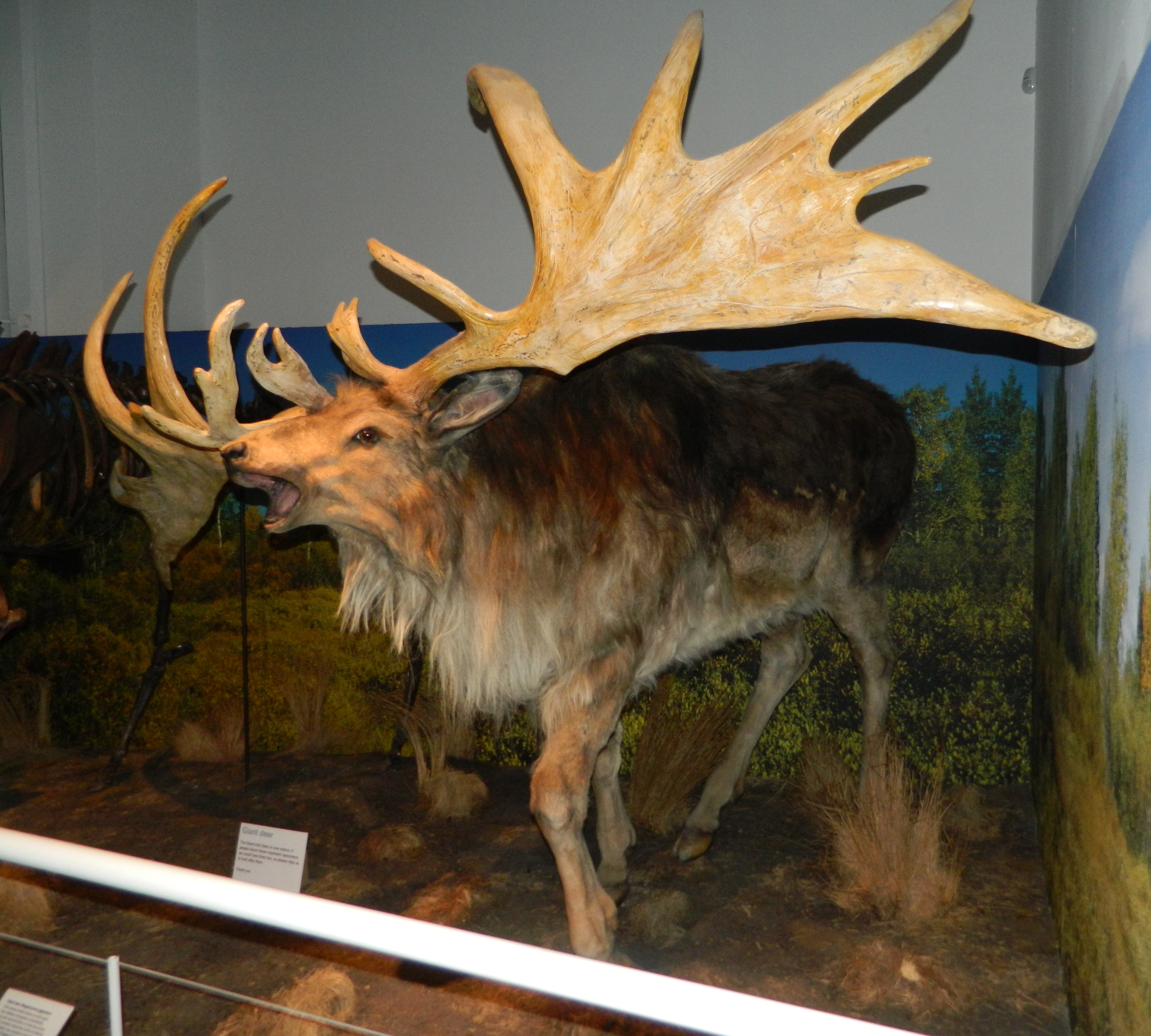
Ricostruzione museale di un Megaloceros giganteus
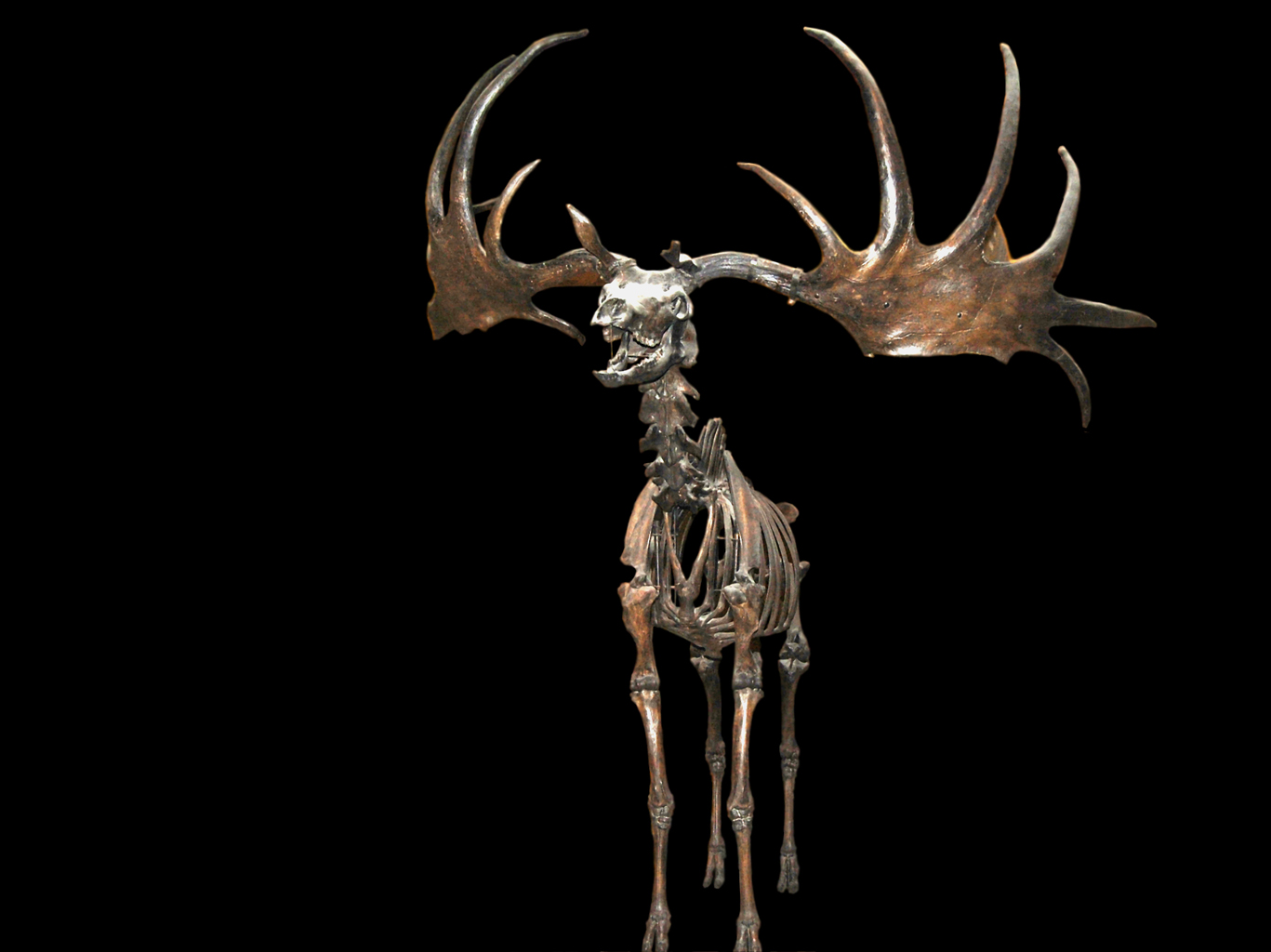
Scheletro di Megaloceros
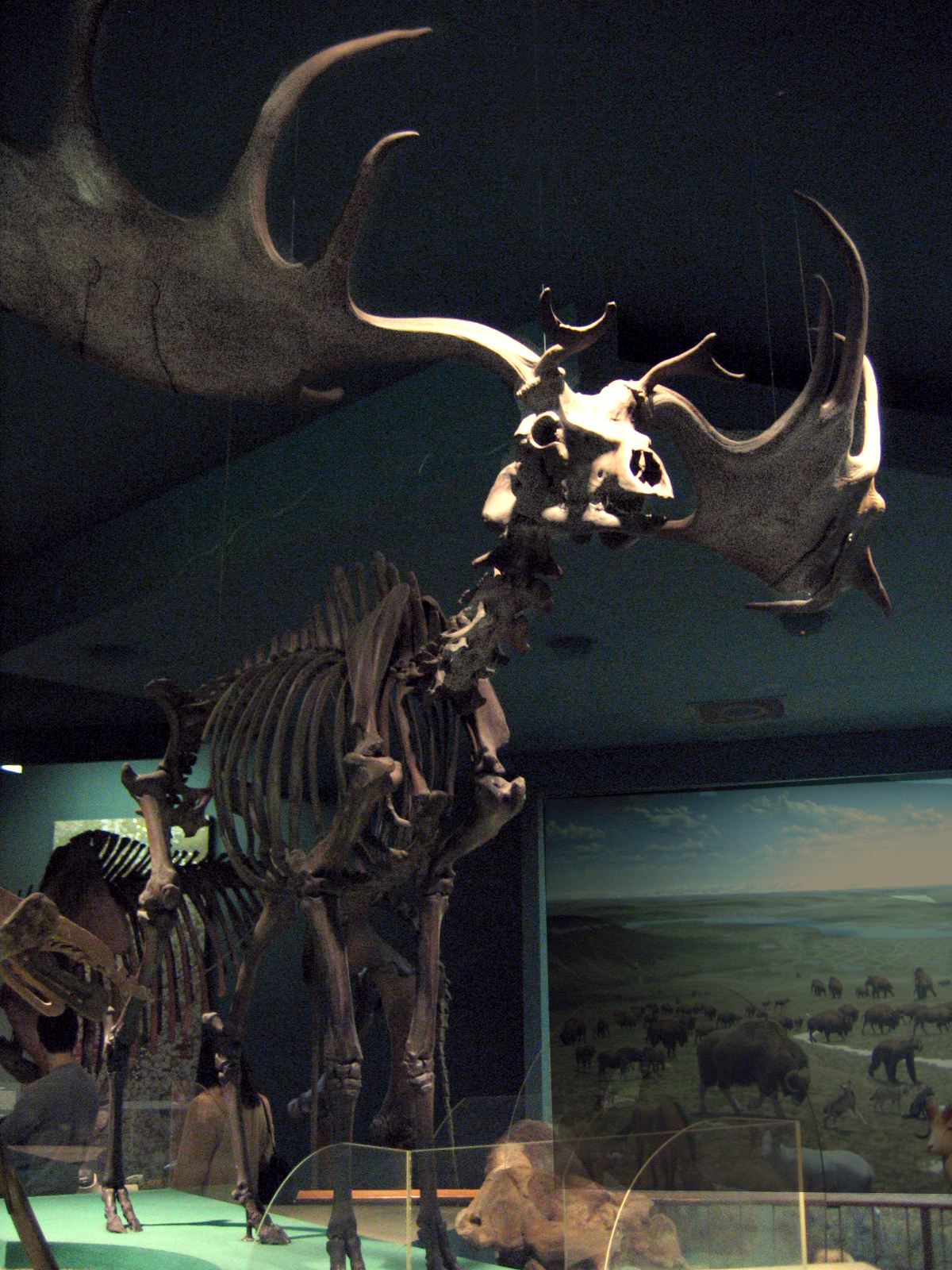
Scheletro di Megaloceros giganteus al Natural History Museum di Washington D.C.
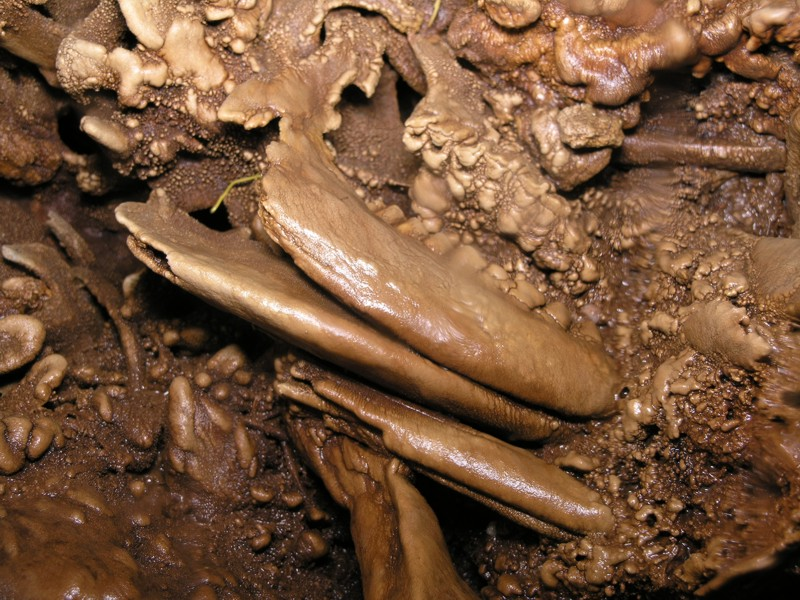
Cranio di Megaloceros cazioti nella grotta dei Cervi in Sardegna